# Passalora fulva
Passalora fulva (sin. Cladosporium fulvum) è un fungo ascomicete parassita delle piante. Causa la cladosporiosi del pomodoro.